# Calcu
Calcu, no folclore chileno e na mitologia mapuche, é um feiticeiro ou xamã, geralmente, mas não necessariamente, maléfico. Todavia, os bons xamãs são denominados machi, para diferenciá-los daqueles malignos. Ambos se originaram na tradição mapuche.

## Descrição
O calcu é um feiticeiro ou xamã que tem o poder de lidar com wekufe "espíritos ou criaturas malignas". O Nguruvilú é um tipo de wekufe. O calcu também tem como serviçais outras criaturas tais como o anchimallén ou o chonchón, o qual é a manifestação mágica dos calcus mais poderosos.
Entre os mapuches, o cargo de calcu é geralmente hereditário, embora possa ser assumido por um machi interessado em usar os poderes do mal para seu próprio lucro, ignorando as leis de admapu (as leis dos mapuches).